# Progress M-06M

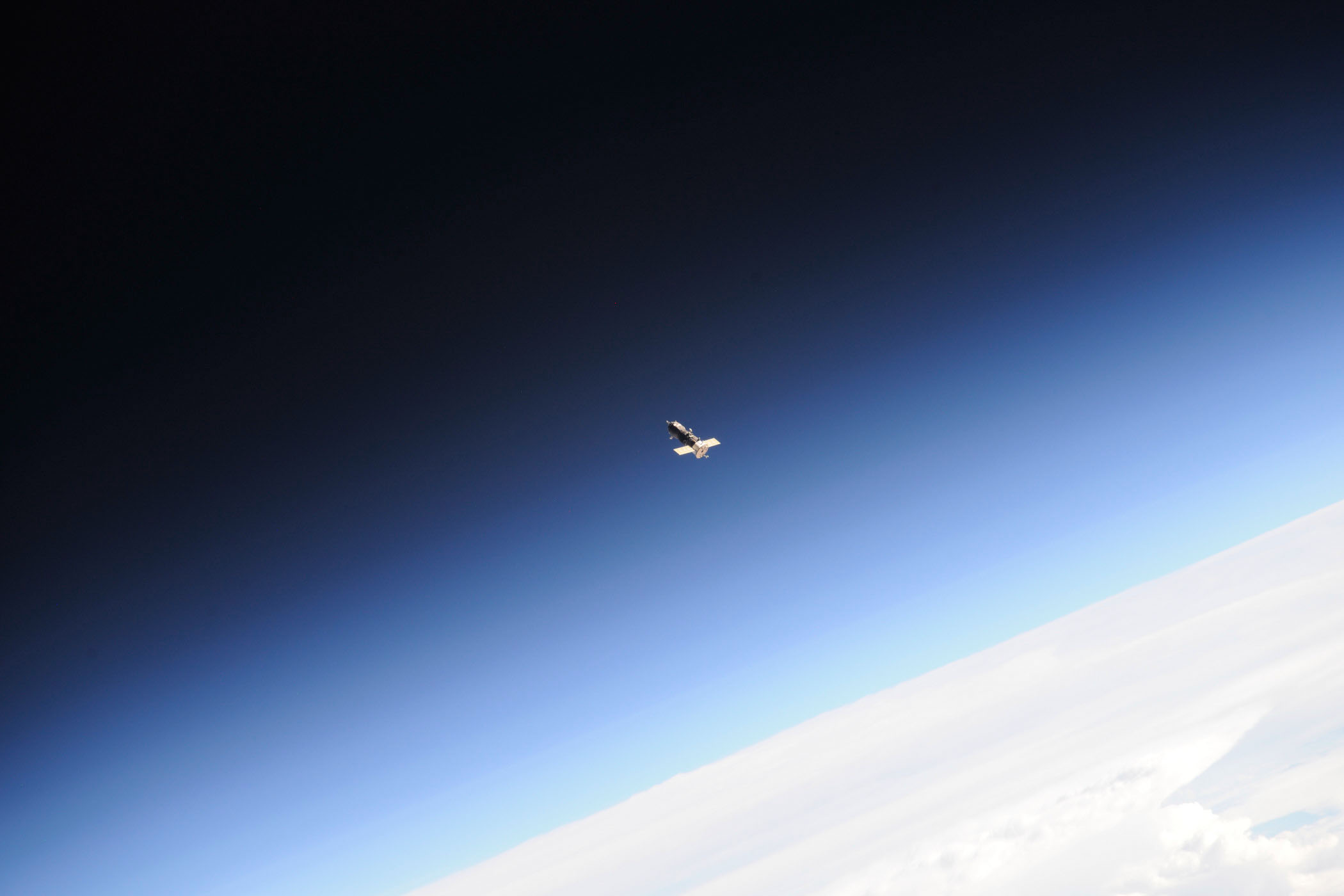
Progress M-06M podczas pierwszego podejścia

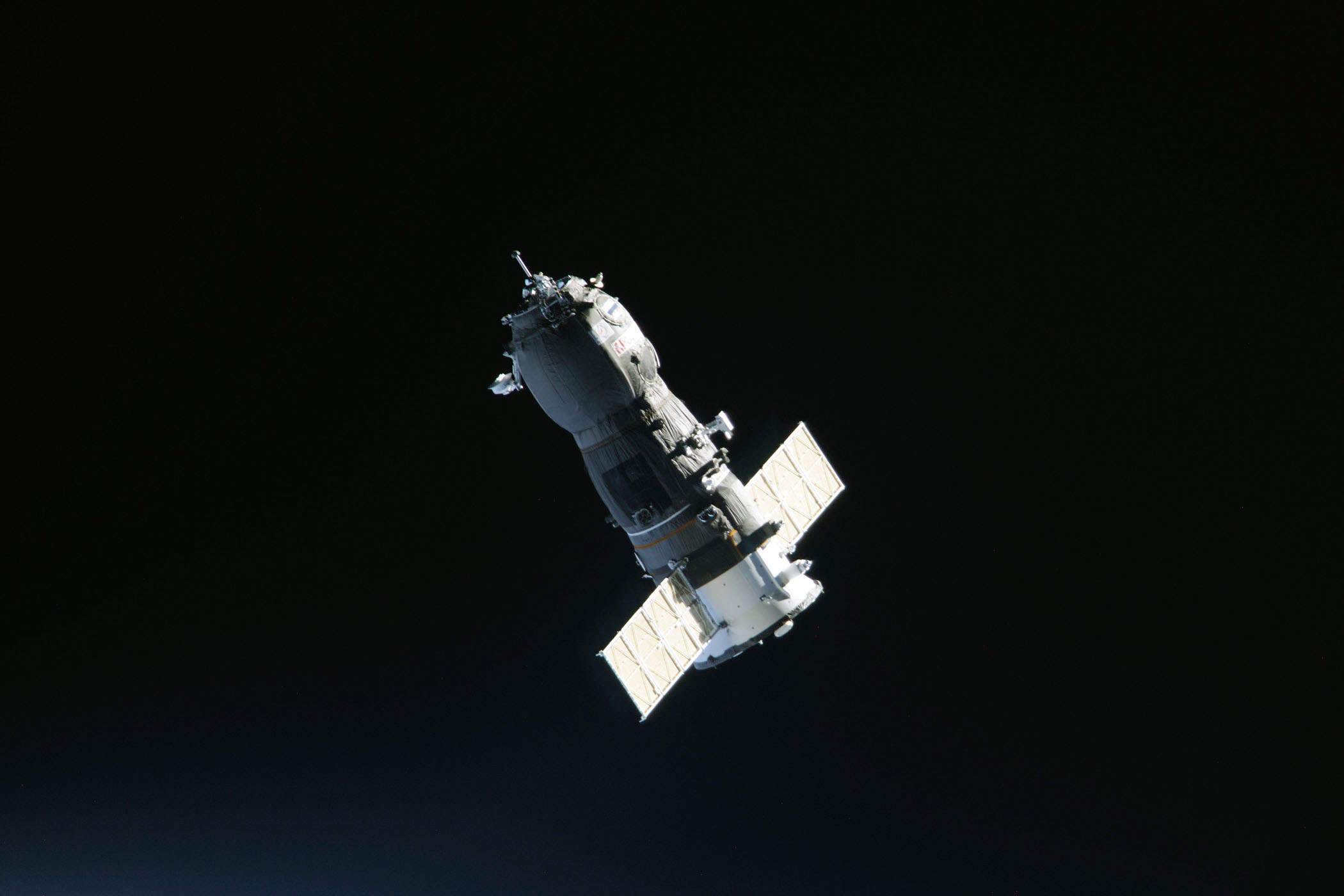
Oddalający się od ISS Progress M-06M po nieudanej próbie dokowania

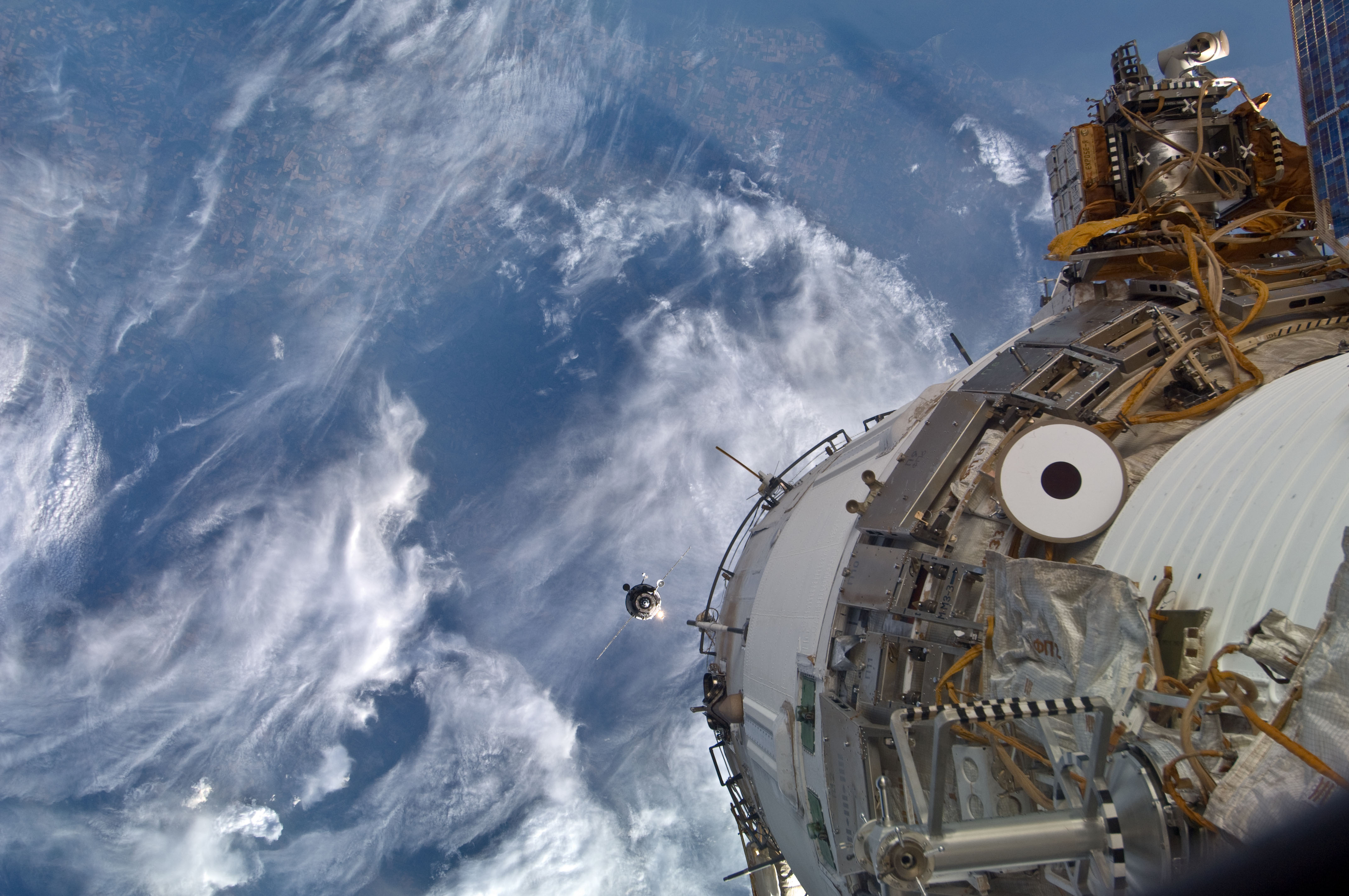
Progress M-06M podczas podejścia do drugiej próby dokowania

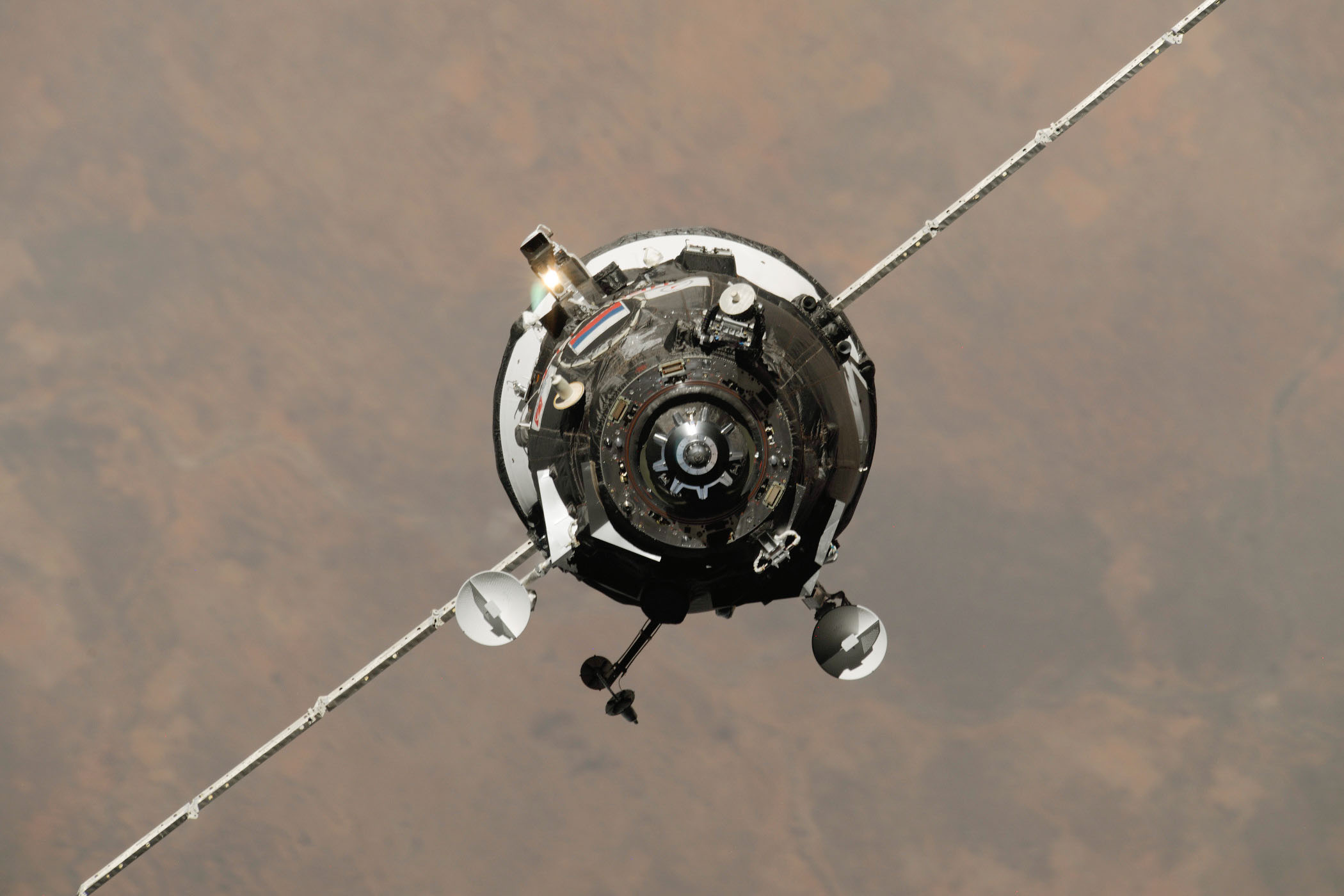
Progress M-06M tuż przed połączeniem się z modułem ISS "Zwiezda"

Progress M06-M – rosyjski bezzałogowy zaopatrzeniowy statek kosmiczny typu Progress, wyprodukowany przez konsorcjum TsSKB-Progress w Samarze.
Pojazd został wystrzelony 30 czerwca 2010 roku, o godzinie 17:35 CET z kosmodromu Bajkonur. Celem misji było dostarczenie na Międzynarodową Stację Kosmiczną (ISS) ponad 2,5 ton ładunku dla przebywających na stacji sześciu astronautów z 24 ekspedycji.

## Ładunek
Celem misji było przewiezienie na ISS zapasów i materiałów o łącznej masie 2630 kilogramów, m.in. paliwa, tlenu, wody, żywności, części do systemów podtrzymywania życia, sprzętu przeciwpożarowego, ubrań i środków higieny oraz sprzętu multimedialnego i naukowego.

## Dokowanie

### Pierwsze podejście
Pierwsza operacja dokowania do modułu obsługi ISS Zwiezda, która nastąpiła 2 lipca 2010 roku zakończyła się fiaskiem. Pojazd w trybie automatycznym podszedł planowo na odległość około dwóch kilometrów od ISS. Przy przełączeniu na manualny tryb dokowania, na skutek krytycznej awarii komunikacji przestał odpowiadać na polecenia obsługi i wykonując "serię dynamicznych obrotów" minął stację w bezpiecznej odległości.
W komunikacie Rosyjskiego Centrum Kontroli Lotów Kosmicznych, wydanym wkrótce po nieudanym dokowaniu, stwierdzono, że z danych telemetrycznych wynika iż wszystkie systemy pojazdu pracowały poprawnie, a po chwilowej przerwie w komunikacji zabrakło czasu na uruchomienie automatycznego systemu dokowania.
Według NASA, najbardziej prawdopodobną przyczyną awarii były zakłócenia związane z uruchomieniem telewizyjnego systemu wizualizacji "TORU" (wykorzystywanego do obserwacji operacji zbliżenia i łączenia modułów w trybie kontroli dokowania manualnego).

### Drugie podejście
Kolejna próba, która została podjęta 4 lipca zakończyła się powodzeniem. O godzinie 18:17 CET "Progress M06-M" przy pomocy automatycznego systemu dokowania przycumował do rufowej części modułu Zwiezda.

## Zakończenie misji
Oddokowanie pojazdu od stacji nastąpiło 31 sierpnia 2010 roku. Według procedur na statek zostały załadowane niepotrzebne na stacji materiały i śmieci, po uruchomieniu technicznych silników hamujących Progress M-06M oddalił się od ISS w kierunku Ziemi, aby po krótkim locie spłonąć w jej atmosferze.